# Шана (улус)
Шана (рос. Шана) — улус Селенгинського району, Бурятії Росії. Входить до складу Сільського поселення Селендума.
Населення —  267 осіб (2015 рік). 